# MHC Uitgeest
MHC Uitgeest is een Nederlandse hockeyclub uit de Noord-Hollandse plaats Uitgeest.
De club werd opgericht op 23 juni 1963 en speelt op Sportpark De Koog, waar ook een tennis- ,korfbal- en eenvoetbalvereniging (FC Uitgeest) zijn gevestigd. De club heeft een bescheiden ledenaantal en daarom heeft Uitgeest in het seizoen 2012/13 geen deelnemende standaardteams in de bondscompetities van de Koninklijke Nederlandse Hockey Bond.